# Cavallo dello Jutland
Il cavallo dello Jutland (Den jyske hest) è un cavallo da tiro pesante, di razza danese, il cui nome deriva dalla penisola dello Jutland, in cui viene allevato dal XII secolo. Le doti principali di questo cavallo sono quelle di essere molto resistente e volenteroso, ma allo stesso tempo anche docile; proprio per queste sue caratteristiche fisiche e comportamentali è adatto alla lavorazione nei campi e al tiro pesante. Attualmente il cavallo dello Jutland è sempre più diffuso negli ambienti urbani e nelle mostre di cavalli; pertanto alcuni dei membri più noti di questa razza sono impiegati in concorsi e dimostrazioni che prevedono il traino di carri della birra dalla Birreria Carlsberg a Copenaghen.

## Storia
La storia e soprattutto l'origine della razza non sono completamente documentate, tuttavia si presume che gli antenati di questo cavallo fossero utilizzati dai Vichinghi intorno agli inizi del IX secolo. Alcune delle fonti mostrano delle immagini in cui sono rappresentati dei Vichinghi a cavallo di quelli che potrebbero essere gli antenati dei moderni Jutland, in quanto molto simili nell'aspetto. Alcuni di questi cavalli, infatti, potrebbero aver contribuito alla nascita del ceppo base Suffolk Punch. 
Durante il Medioevo furono impiegati nei tornei dando prova di forte costituzione, sapendo sostenere il peso del cavaliere con relativa armatura ed erano frequentemente utilizzati durante le tipiche giostre. Il cavallo dello Jutland viene menzionato per la prima volta nel XII secolo; infatti esistono dei documenti in cui vengono descritti come cavalli da guerra di grande utilità. Questa razza divenne pure protagonista di una ballata danese chiamata "Svend Felding's Kamp med Risen" in cui l'eroico Svend, durante un pellegrinaggio a Roma, si trovò ad affrontare un gigante. In questa situazione nessun cavallo si dimostrò abbastanza coraggioso da permettere a Svend di affrontarlo, fino a quando l'eroe non ottenne un maestoso e forte cavallo dello Jutland, talmente potente da poter trasportare 15 skippund. In sella a questo cavallo, Svend riuscì a sconfiggere il gigante.
Il cavallo dello Jutland è un cavallo da lavoro pesante che ha le sue origini nell'antica guerra danese e nei cavalli contadini, discendenti dalla razza equina dell'età del bronzo. Nel XVIII secolo, si tentò di migliorare la razza incrociando i cavalli della scuderia reale del castello di Frederiksborg, ma il risultato furono cavalli troppo leggeri. Solo verso il 1850 iniziarono i programmi di selezione per la razza Jutland moderna. In questa occasione vennero incrociati cavalli della razza Suffolk Punch e cavalli delle Ardenne. Successivamente, intorno al XIX secolo, furono inclusi negli incroci anche razze quali il Cleveland Bay e lo Yorkshire Coach Horse. Il soggetto, però, che più contribuì alla nascita dello Jutland fu uno stallone di nome Oppenheim LXII, importato in Danimarca nel 1862, di cui non si è certi della razza di appartenenza (alcuni pensano si tratti di un Suffolk Punch puro, altri di un ibrido tra Suffolk/Shire).Nonostante la sua breve vita, fu il capostipite di molte generazioni di puledri. Si conta che abbia generato circa 1500 figli, di cui 454 iscritti al libro genealogico.

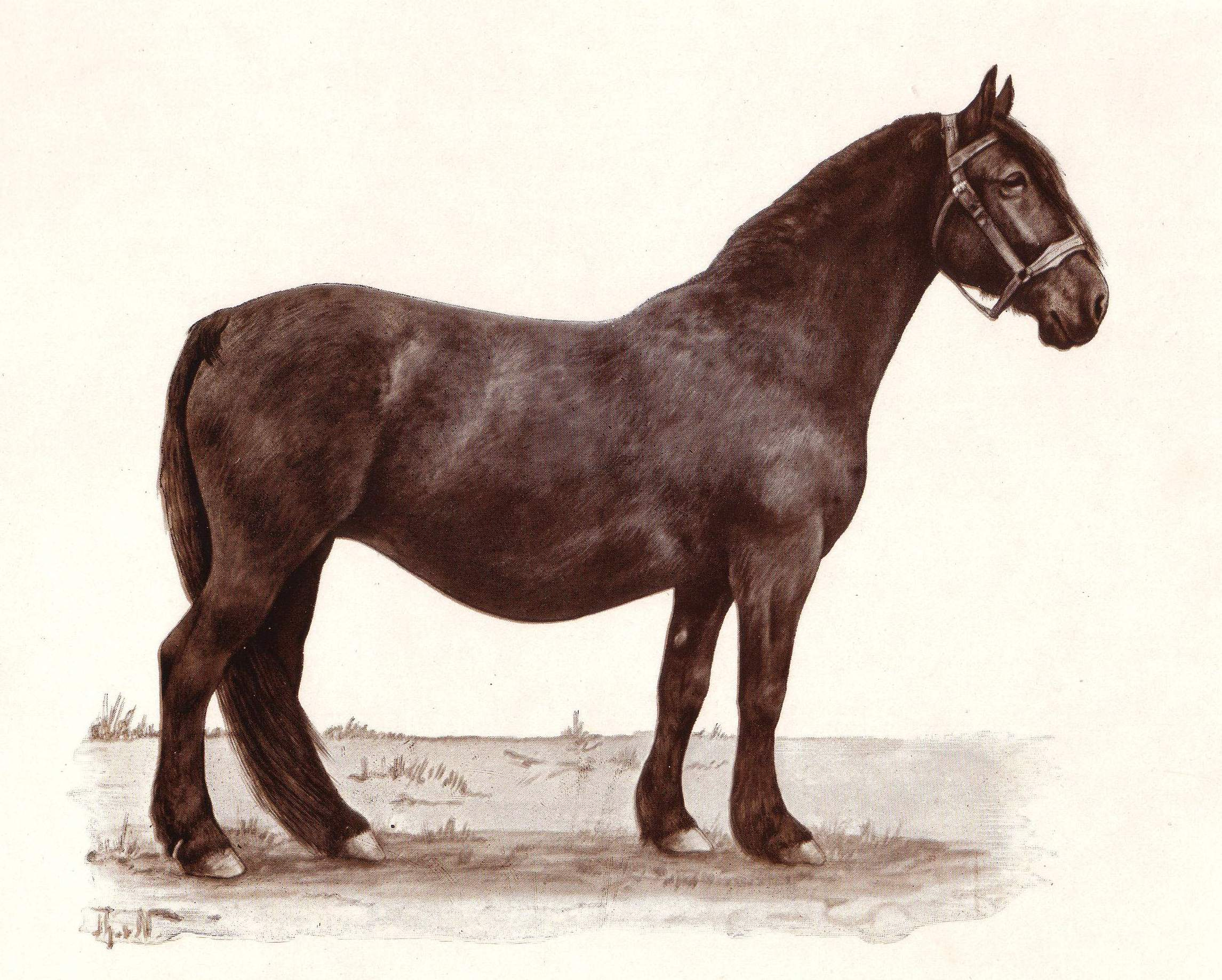

Uno dei suoi discendenti era lo stallone Aldrup Mendekal, appartenente alla sesta generazione. Si ritiene sia stato la chiave di volta nello sviluppo della razza dello Jutland. Due figli di Aldrup Mendekal, Prins of Jylland e Hovding, sono considerati i bisnonni di tutti i cavalli dello Jutland dell'età moderna, con un totale di 443 figlie e 105 figli scelti.
Sul piano estetico lo Jutland è molto simile allo Schleswig, razza da tiro pesante le cui origini sono state influenzate sempre da Oppenheim e dai suoi discendenti. Per certi aspetti potrebbe somigliare pure al Suffolk Punch.
Nel 1881 c'è stata la stesura del primo libro genealogico relativo alla razza Jutland, che registrava circa 22.000 cavalli fino al 2007. Nel 1887 fu istituita l'Associazione Allevatori, mentre l'anno successivo venne fondata l'Associazione Cooperativa Allevamento Jutlandico. Inoltre, sempre nel 1888, i primi stalloni cominciarono ad essere valutati secondo gli standard di allevamento stabiliti.
Nel 1898, in Fionia, nacquero le "Società Federate di Allevamento del Cavallo di Fionia", che si occupavano dello sviluppo dell'allevamento del cavallo dello Jutland e di altre razze da tiro pesanti.
La popolazione attuale conta 15.000 esemplari negli anni '50, con 405 allevamenti in Danimarca a loro dedicati. Nonostante il calo di esemplari,  uno studio fatto nel 2008 ha rivelato che esiste un rischio minimo dell'estinzione del cavallo dello Jutland a causa di fenomeni come inbreeding e bassa variabilità genetica. Questo studio includeva circa 716 cavalli dello Jutland e anche cavalli delle razze Knabstrupper e Fredericksborg. Si ipotizzava che questi cavalli si sarebbero presto estinti, a causa della perdita di variabilità e della distanza genetica dalle altre due razze native.
A partire dal 2011 si contano circa 1000 esemplari di Jutland (dati dell'organizzazione danese per la conservazione delle razze).

## Morfologia
Lo Jutland è un cavallo brachimorfo, con altezza al garrese generalmente compresa tra 152-165 cm e dal peso di 650-800 kg. Il mantello può presentarsi baio, grigio o roano, ma più comunemente sauro, con frequenti marcature bianche.
La testa è di giuste proporzioni, a profilo leggermente convesso con occhi piccoli, orecchie ben dritte, narici ampie e ganasce ben evidenti che in alcuni casi potrebbe presentarsi anche una cresta nasale leggermente curva. Il collo corto, arcuato e muscoloso; il garrese leggermente sporgente, basso e largo. Il petto ampio, il torace massiccio, le costole lunghe e arcuate e un ventre pieno con una buona profondità soprattutto nella parte posteriore; questi ultimi due elementi rappresentano i segni distintivi per questa razza in quanto hanno contribuito a disegnare l'immagine del cavallo da tiro. La groppa risulta breve, tondeggiante ed obliqua, con l'attaccatura della coda bassa. Le spalle si presentano piuttosto dritte, nonostante la poderosa muscolatura; arti corti, con un buon appiombo, avambracci e stinchi molto muscolosi, coperti da abbondanti ciuffi di pelo chiari. I garretti, se ben piegati raggiungono un angolo di 150° ca., sono larghi e spessi, pastorali corti e piedi grandi, dalla forma tondeggiante, con un'unghia consistente.
Nel complesso, possiamo dire che questa è una razza compatta e muscolosa dotata anche di una grande resistenza fisica che lo rende adatto a numerosi scopi.

## Temperamento
Il cavallo dello Jutland presenta un temperamento buono e laborioso, il quale è una delle qualità più preziose della razza.
L'obiettivo degli allevatori è quindi quello di allevare un cavallo di taglia media, armonioso, muscoloso e piacevole, con buona profondità e larghezza, affidabile e determinato, che metta grande enfasi su un buon movimento e su una base sana.

## Utilizzi

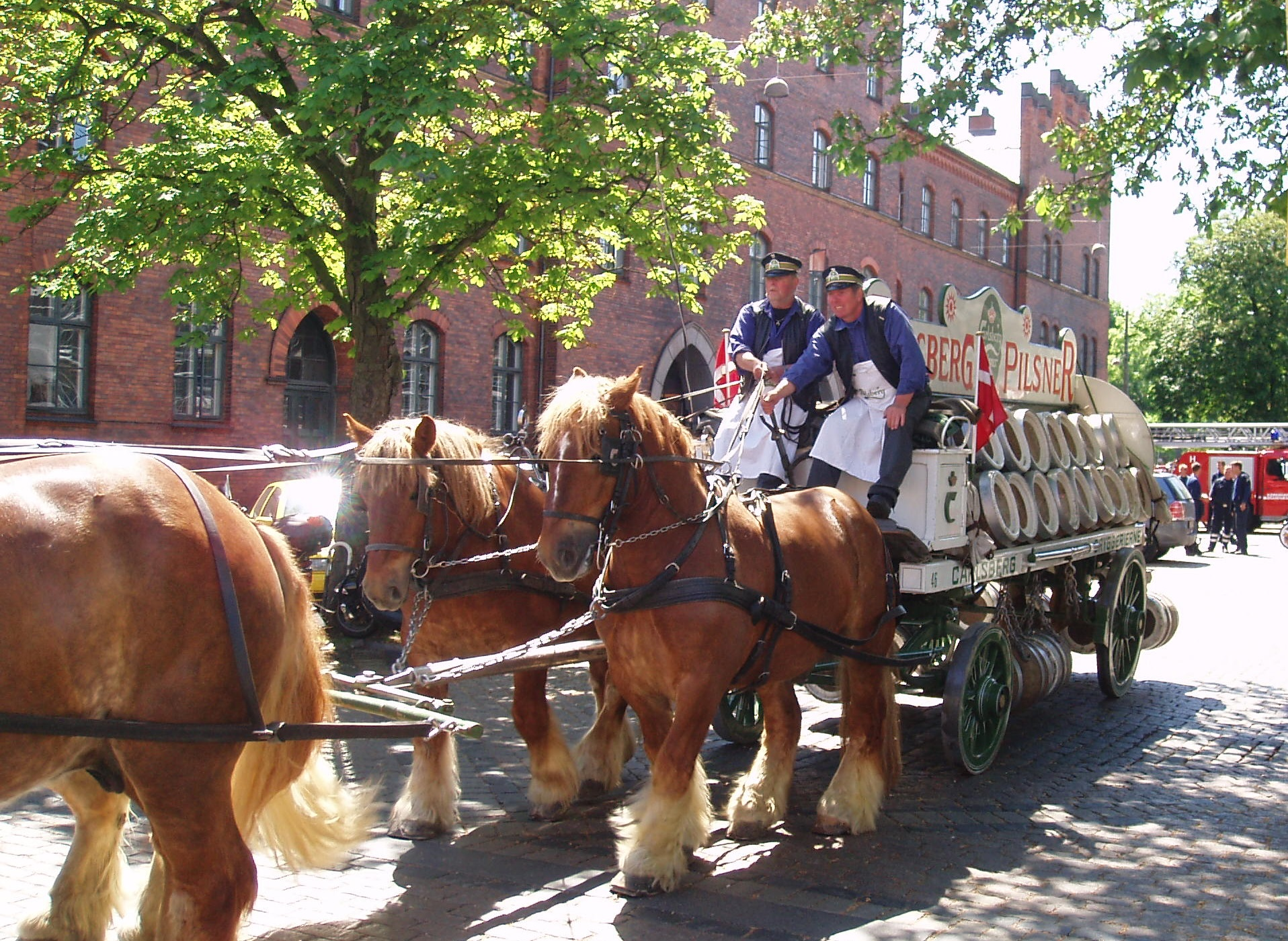
Carro per birreria Carlsberg

La razza Jutland, in passato era utilizzata per lavoro meccanico in agricoltura. Era utilizzato principalmente nelle fattorie a conduzione familiare. Questa razza è simbolo di forza e coraggio.
Il cavallo dello Jutland è stato utilizzato, come razza miglioratrice, per cavallo da tiro polacco Sztum e ha dato origine alla razza da tiro pesante tedesca Schleswing.
La razza Jutland è stata, ed è ancora adesso utilizzata per le vie della città di Copenaghen per il tiro di carri, utilizzati per il trasporto di birre.
La razza Jutland viene utilizzata per esibizioni, spettacoli di cavalli e, soprattutto, per le gare di valutazione morfologica.
Lo Jutland viene utilizzato per attività sella da riporto, come lezioni di equitazione. Viene utilizzato anche in alcuni casi per passeggiate.

## Alimentazione
Il cavallo dello Jutland è un cavallo frugale, che ha per natura la tendenza ad alimentarsi di cibo che trova nell'ambiente naturale in cui vive.
In passato, il suo mangime era costituito da paglia tagliata, cime di rapa, barbabietole, patate, ortaggi a radice. Solamente per le fattrici, per gli animali malati o animali che venivano utilizzati per lavoro nei campi, veniva fornito nella razione anche il grano, oltre al fieno. Al giorno d'oggi, il mangime è una miscela costituita da fiocchi di mais, avena, orzo e grano, ma in quantità limitate, in aggiunta al fieno.
Un cavallo adulto dello Jutland mangia in media 20-25 kg di mangime al giorno. Il fabbisogno di fieno è di 1,5 kg per 100 kg di peso vivo dell'animale, ma l'ideale sarebbero 2 kg di fieno per 100 kg di peso vivo. La razione è diversa in base ai differenti fabbisogni degli animali e in base al fatto che l'animale al quale noi somministriamo la razione sia un puledro, una fattrice in lattazione o un adulto. Oltre al fieno si possono apportare nella razione cereali, come avena, orzo, grano e mais. Questi cereali hanno quantità diverse di carboidrati, quindi apportano differenti quantità di energia. L'avena ha carboidrati semplici, ad assorbimento rapido, in quantità di circa 350 grammi per kg di avena. L'orzo ha carboidrati complessi, ad assorbimento lento, in quantità di circa 500 grammi per kg di orzo. Il grano ha carboidrati complessi ad assorbimento lento, in quantità di circa 800 grammi per kg di grano. Il grano non è utilizzato in grandi quantità, perché provoca stitichezza. Questo può essere sostituito dalla crusca di frumento, che ha un alto tenore di proteine e fosforo; il mais ha carboidrati complessi, ad assorbimento lento, in quantità di circa 670 grammi di amido per kg di mais.
Il cavallo dello Jutland ha una struttura ossea importante, quindi ha un alto fabbisogno di minerali, soprattutto fosforo, che può essere loro somministrato con miscele vitamino-minerale (che viene utilizzata anche per i bovini). Il cavallo dello Jutland ha un elevato fabbisogno proteico, che risulta essere particolarmente importante nei puledri e cavalli giovani, per la crescita; nelle fattrici gravide, nei primi tre mesi di gravidanza, e le fattrici in allattamento, per mantenere il peso vivo durante il periodo di allattamento.
Nel passato, quando il cavallo dello Jutland veniva utilizzato per i lavori nei campi, aveva un più elevato fabbisogno di proteine rispetto al cavallo dello Jutland che ora viene utilizzato nelle esibizioni e nella valutazione morfologica.

## Cura del cavallo

### Stabulazione
Il cavallo dello Jutland ha bisogno di muoversi ogni giorno per diverse ore per stimolare la circolazione sanguigna negli arti e prevenire le coliche. Dovrebbe trascorrere poco tempo nel box, il quale deve essere ben riparato, con una struttura in legno ben solida e resistente. Deve inoltre disporre di lettiera asciutta e confortevole ed essere munito di abbeveratoio e mangiatoia. All'interno del box è importante ci sia una temperatura mite-fresca, in modo da garantire il benessere dell'animale.

### Cura degli zoccoli
Gli arti, come gli zoccoli, sono due strutture molto importanti nel cavallo dello Jutland perché, in passato, l'appoggio corretto degli arti conferiva all'animale una grande stabilità nel trainare l'aratro. Al giorno d'oggi, entrambe sono oggetto di valutazione morfologica.
Nei puledri c'è il rischio che gli zoccoli siano troppo grandi e possano dare luogo all'insorgenza di problemi a livello di postura. Negli adulti una postura scorretta causa una crescita anomala dello zoccolo. È quindi importante che gli zoccoli degli animali giovani siano controllati regolarmente.
Se lo zoccolo diventa troppo lungo nella parte anteriore, i tendini diventano troppo tesi ed ostacolano il movimento del piede. Se lo zoccolo è invece più alto all'esterno, causa un inarcamento dei piedi verso l'interno, che conferisce poca stabilità all'animale. Uno zoccolo più alto all'interno, causa una rotazione verso l'esterno dei piedi e degli arti del cavallo. Quando lo zoccolo è troppo duro è importante l'applicazione di ferri fin da giovane, operazione solitamente effettuata da una persona competente.
Negli zoccoli si può accumulare il letame, quindi devono essere puliti almeno una o due volte alla settimana. L'accumulo di letame può causare problemi di stabilità e movimento dei piedi. Può essere necessario utilizzare anche oli per gli zoccoli, per evitare che il corno si secchi.

### Cura della pelle
Oltre a conferire al cavallo un bell'aspetto utile per la valutazione morfologica, la cura della pelle è importante in quanto fornisce una copertura protettiva sul corpo, regola la temperatura corporea e agevola la secrezione delle sostanze di scarto tramite il sudore. La cura della pelle consiste nell'eliminazione regolare di forfora e peli morti tramite la toelettatura. Inoltre, per garantire una buona cura del cavallo è necessaria una corretta pulizia del box. I peli hanno una funzione fondamentale nell'isolare la pelle con l'umidità e la temperatura ambientale, garantendo all'animale stesso un maggior benessere. Se l'animale è bagnato bisogna utilizzare un raschietto per togliere l'acqua in eccesso e coprire il cavallo con un pile, che assorbe l'umidità (meglio non utilizzare coperte di lana).
L'animale è predisposto agli attacchi di parassiti, come acari, che colonizzano soprattutto i ciuffi degli arti. Questo danneggia la pelle dell'animale ed è visto come un difetto nella valutazione morfologica dello stesso. Esistono diversi modi per prevenire gli acari: iniezione con Ivomectina, effettuata dal veterinario, oppure lavaggio con Sebacil.